# 阿納斯塔西婭角
阿纳斯塔西娅角（俄語：Мыс Анастасии）或知志谷埼（日语：／）是克里利翁半岛的海角，属阿尼瓦区。它呈标准的矩形，宽210米，长260米，西北-东南方向，其中有约70-120米的前端塌下。它东临阿尼瓦湾，南隔莫尔日湾可见15公里外的克里利翁角，向北6公里是科纳别耶夫卡角。其上有阿特劳沃钓鱼基地，东侧有同名河入海。